# Aeroportul Bandundu
Aeroportul Bandundu (IATA: FDU, ICAO: FZBO) este un aeroport din Bandundu, Provincia Kwilu, Republica Democratică Congo ce deservește zona Bandundu. A fost numit după zona deservită.
Situat la o altitudine de 321 m, aeroportul dispune de o singură pistă.